# Oratori de Sant Baldiri
L'Oratori de Sant Baldiri és una obra de Palafrugell (Baix Empordà) protegida com a Bé Cultural d'Interès Local.

## Descripció
És una capella-oratori de planta quadrangular cobert amb una cúpula de maó, d'arestes, que destaca exteriorment. A ponent hi ha l'única obertura: porta enreixada des de la qual hom veu l'interior enrajolat i amb un altar on hi ha la imatge. L'oratori està situat a uns 50 m. a tramuntana del santuari, al caire del cingle més alt i vertical sobre el mar. Des de l'ermita hi porta un camí vorejat de xiprers.
Els murs són pintats de blanc i la cúpula remolinada amb ciment sense acolorir.
Les excavacions del poblat ibèric de Sant Sebastià s'han dut a terme justament a l'esplanada davant de Sant Baldiri.

## Història
A l'interior de l'oratori hi ha una petita bacina posada a terra, vora el sant i lluny de la portella. La tradició popular diu que els solters que encerten tirar una moneda dins el plat, al cap d'un any seran casats.